# Denkmalzone Donatusstraße (Matzen)

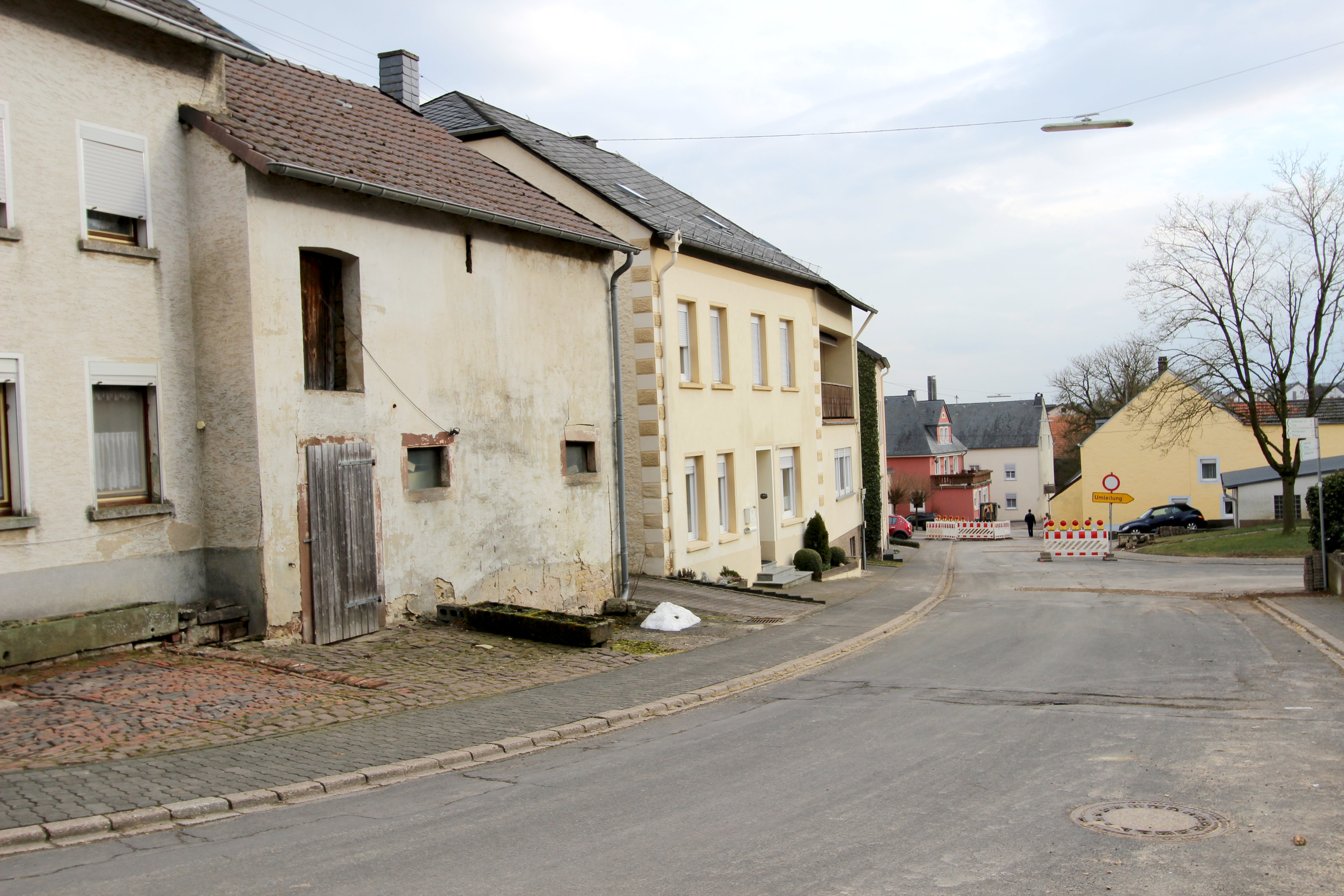
Donatusstraße in Matzen

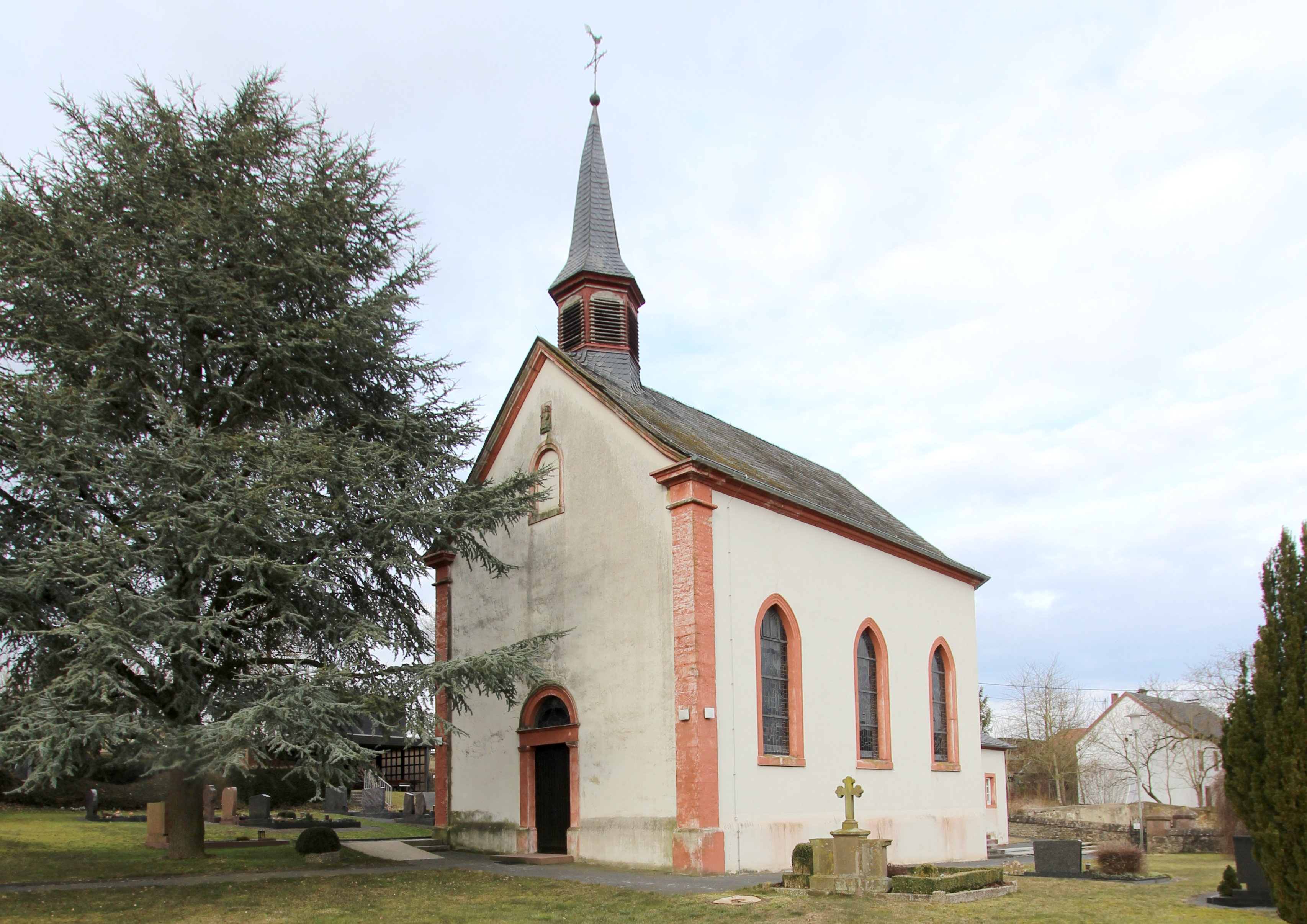
Kirche St. Donatus

Die Denkmalzone Donatusstraße in Matzen, einem Stadtteil von Bitburg im Eifelkreis Bitburg-Prüm in Rheinland-Pfalz, umfasst die Gebäude Donatusstraße 6, 11, 13, 14 und 16.
Die als Denkmalzone ausgewiesene Bebauung aus dem 18. und 19. Jahrhundert mit den parallel zur abfallenden Straße ausgerichteten Bauernhäusern 11, 14 und 16 bilden mit dem kleinen, sich an Nr. 11 anlehnenden Bau Nr. 13 sowie dem vorspringenden, quer zur Straße stehenden Wohnhaus von Nr. 6, eine fast ungestört erhaltene Baugruppe.
Der mit Abstand best erhaltene Teil des Oberdorfes von Matzen gipfelt in der erhöht gelegenen katholischen Filialkirche St. Donatus auf dem Kirchhof.